# ولاية اكوا ايبوم
اكوا ايبوم هي ولاية في نيجيريا. وتقع في المنطقة الساحلية الجنوبية من البلاد الواقعة بين خطي عرض 4°32'N و 5°33'N, خطي الطول 7°25'E و 8°25'E. الدولة يحدها من الشرق ولاية كروس ريفر، ومن الغرب ولاية ريفرز و ولاية أبيا، من الجنوب المحيط الأطلسي ومن اقصى الجنوب من ولاية كروس ريفر.
اكوا ايبوم هي واحدة من ولايات نيجيريا ال 36. يبلغ عدد سكانها أكثر من خمسة ملايين شخص وأكثر من 10 ملايين شخص في الشتات. الدولة أنشئت في عام 1987 من الولاية السابقة ولاية كروس ريفر. هي حاليا أكبر منتجة للنفط والغاز في البلاد. العاصمة هي أويو، وفيها أكثر من 500000 نسمة. اكوا ايبوم فيها المطار واثنين من الموانئ الرئيسية على المحيط الأطلسي مع اقتراح بناء ميناء Ibaka ميناء في أورون من الطراز العالمي. اللغات الرئيسية هي Ibibio, Annang, Eket و أورون.

## أعلام
- صامويل بيتر